# Michael Köhler (Islamwissenschaftler)

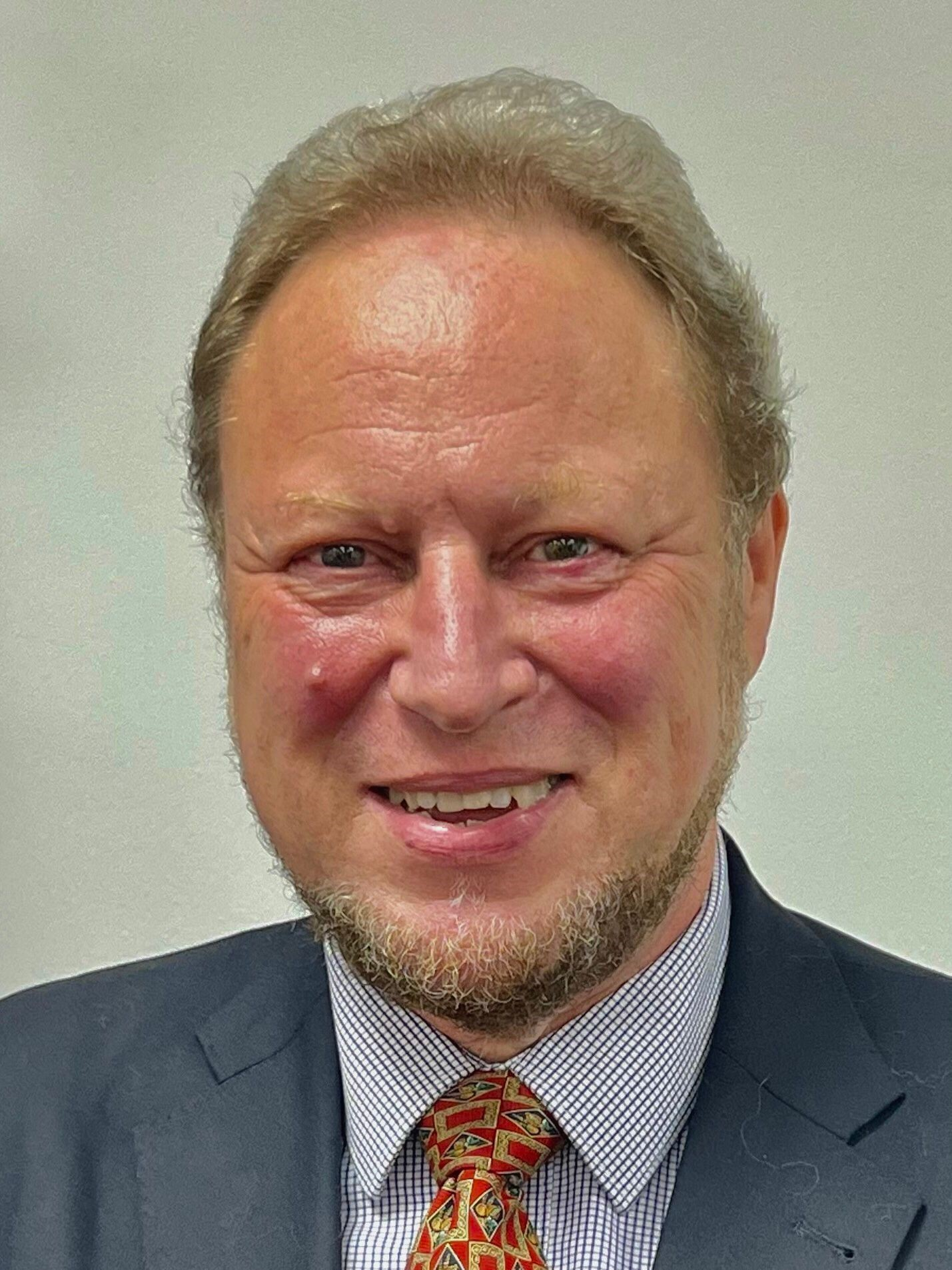
Michael Köhler

Michael Köhler (* 4. Oktober 1958) ist ein deutscher Historiker und Islamwissenschaftler und derzeit stellvertretender Generaldirektor in der Europäischen Kommission für europäischen Zivilschutz und humanitäre Hilfe (GD ECHO) und Ambassador des Grand Bargain-Prozesses zur Reform der weltweiten humanitären Hilfe. Er ist daneben Professor am College of Europe in Brügge und Ehrenvorsitzender der überparteilichen
Europa-Union Brüssel.

## Leben und Wirken
Michael Köhler studierte von 1977 bis 1987 Mittlere und Neuere Geschichte, Islamwissenschaft, Vergleichende Religionswissenschaft, evangelische Theologie und Völkerrecht an der Universität Bonn, an der Universität Tübingen und der Universität Hamburg. Er promovierte 1987 am Fachbereich Geschichtswissenschaft der Universität Hamburg. Für seine wissenschaftlichen Arbeiten wurde Köhler 1989 mit dem alle zwei Jahre vergebenen Kurt-Hartwig-Siemers-Wissenschaftspreis der Hamburgischen Wissenschaftlichen Stiftung ausgezeichnet. Köhler ist Mitglied der CDU.
1987 wurde er Auslandsmitarbeiter und Projektleiter der Konrad-Adenauer-Stiftung, zunächst in Casablanca, Marokko und in Tunesien. 1993 wechselte er als Mitarbeiter in das Grundsatz- und Planungsreferat des Bundesministeriums für wirtschaftliche Zusammenarbeit und Entwicklung. Ein Jahr später konnte er als EU-Beamter im Höheren Dienst in die damalige Generaldirektion I (später GD RELEX) der Europäischen Kommission wechseln, wo er als Referent für Irak und Jemen tätig wurde. Die weitere Karriere in der Kommission: Assistent des Direktors für das südliche und südöstliche Mittelmeer und den Mittleren Osten, dann stellvertretender Referatsleiter zuständig für die Koordination der Gemeinsamen Außen- und Sicherheitspolitik. 2004 wurde er Stellvertretender Kabinettschef des maltesischen EU-Kommissars Joseph Borġ. Nach einer kurzen Unterbrechung als Referatsleiter "Internationale Angelegenheiten und Seerecht" der GD MARE wurde er 2008 Leiter des Kabinetts Borg. Hier war er zuständig für: Beziehungen zur Generaldirektion MARE, Beziehungen zum Dienst des Sprechers, Personal und Verwaltung, Außenbeziehungen und Europäische Nachbarschaftspolitik, Institutionelle Angelegenheiten, Beratergremium für europäische Politik (BEPA).
Nach der deutschen Nominierung von Günther Oettinger zum EU-Kommissar für Energiepolitik wurde Köhler von diesem schon am 3. Dezember 2009 als Kabinettschef angekündigt, was nach der Bestätigung durch das Europäische Parlament auch eintraf. In den Jahren 2010 bis 2013 gestaltete Köhler maßgeblich die Entwicklung der europäischen Energieaußenpolitik.
Ab dem 1. März 2013 trat Köhler die Stelle als Direktor für Europäische Nachbarschaftspolitik in der Generaldirektion für Entwicklung und Zusammenarbeit, EuropeAid, an. Zuständig für die Kooperation mit den Ländern Osteuropas, des südlichen Kaukasus und des Mittelmeerraums, koordinierte Köhler die wirtschaftliche Zusammenarbeit mit den Nachbarländern der Europäischen Union, insbesondere der Ukraine, Georgien und Moldau und den Ländern des Arabischen Frühlings.
Mit Gründung der neuen Generaldirektion für Nachbarschaft und Erweiterungsverhandlungen (GD NEAR) am 1. Januar 2015 wurde Köhler dort Direktor für die südliche Nachbarschaft, die für die Entwicklungs- und Wirtschaftszusammenarbeit der Europäischen Union mit den arabischen Ländern des Mittelmeerraums und Israel zuständig ist. Am 24. Juli 2019 wurde Köhler zum stellvertretenden Generaldirektor der Generaldirektion für Europäischen Zivilschutz und humanitäre Hilfe (GD ECHO) ernannt, wo insbesondere die Koordination der weltweiten Nothilfe der Europäischen Union zu seinen Aufgaben gehört. Von April 2022 bis März 2023 war er geschäftsführender Generaldirektor. 
Martin Köhler ist seit 1997 Honorarprofessor des Europa-Kollegs in Brügge für „Europa und das Mittelmeer“ und unterrichtet regelmäßig an weiteren Universitäten (SciencesPo und Sorbonne, Paris). Gesellschaftlich engagierte sich Köhler von 2007 bis 2019 als Vorsitzender des Brüsseler Verbandes der überparteilichen Europa-Union Deutschland. Seit 2019 ist er Ehrenvorsitzender des Brüsseler Verbandes. Seit 2018 ist Köhler daneben Vorsitzender des DGAPforum Brüssel der Deutschen Gesellschaft für Auswärtige Politik. 
Im Juni 2023 wurde Köhler als Nachfolger von Jan Egeland zum Grand Bargain Ambassador ernannt und damit zu einem der Leiter des in Genf ansässigen Grand Bargain-Prozesses zwischen einigen der größten Geber und humanitären Organisationen, die sich verpflichtet haben, die Wirksamkeit und Effizienz der humanitären Maßnahmen zu verbessern, damit mehr Mittel in die Hände von Menschen in Not gelangen.
Michael Köhler lebt in Brüssel und hat drei erwachsene Kinder.

## Werke
- Allianzen und Verträge zwischen fränkischen und islamischen Herrschern im Vorderen Orient Walter de Gruyter, Berlin 1991, ISBN 3-11-011959-5.
- Alliances and Treaties between Frankish and Muslim Rulers in the Middle East. Cross-cultural Diplomacy in the Period of the Crusades. Translated by Peter M. Holt. Revised, edited and introduced by Konrad Hirschler, Brill, Leiden 2013, ISBN 978-90-04-24890-8

## Mitgliedschaften
- Deutsche Gesellschaft für Auswärtige Politik
- Deutsche Morgenländische Gesellschaft
- Union européenne d’arabisants et islamisants
- Deutsche Arbeitsgemeinschaft Vorderer Orient
- Centre d’études maghrébines à Tunis/American Middle East Association AMIDEAST
- The Middle East Institute, Washington
- uropa-Union Deutschland, Ehrenvorsitzender des Brüsseler Verbandes